# Kraj rimske vlasti u Britaniji
Kraj rimske vlasti u Britaniji je pojam kojim označujemo razdoblje u kojem je Rimsko Carstvo okončalo svoje sveze sa svojom provincijom Britanijom. To razdoblje označuje prijelaz od rimske k poslijerimskoj Britaniji. Ni jedan nadnevak koji bi to označio ne bi bio točan, jer rimska vlast nije svugdje svršila u isto vrijeme. Osim toga svršetak nije svukamo došao pod istim okolnostima, jer i okolnosti pod kojima je nastupio svršetak rimske vlasti nije bio svugdje isti.
410. je godina koju preferira većina povjesničara. Te je godine rimski car Honorije odgovorio na zahtjev za pomoć reskriptom (Honorijev reskript) u kojem je romaniziranim Britima napisao neka se sami snađu za vlasitu obranu. Neki povjesničari preferiraju 409. godinu, kad su romanizirani Briti izgnali rimske magistrate iz svojih gradova.
Godina pak 383. označuje svršetak rimske vlasti na sjeveru i zapadu provincije Britanije. Te su godine rimske su snage zauvijek povukle iz tih krajeva. Budući da je sveza tih zemalja i Rima zapravo više bila vojna okupacija nego civilno društvo, pukla je čim su vojne snage otišle.
Nakon pada rimske vlasti uslijedilo je anglosasko naseljavanje Britanije.